# Caïre de l'Agnel
Ne doit pas être confondu avec la cime de l'Agnel, située à proximité.
Le caïre de l'Agnel est un sommet frontalier entre la France et l'Italie. Sa partie française est située dans le haut Boréon, dans le département des Alpes-Maritimes.

## Géographie
Le caïre de l'Agnel se trouve sur la crête frontière, entre la France et l'Italie. Il est situé entre la tête de la Ruine, à l'est et la cime de l'Agnel, à l'ouest. Son versant français fait partie du parc national du Mercantour, et son versant italien fait partie du parc naturel des Alpes maritimes. Le caïre de l'Agnel possède deux cimes, la cime nord étant le point culminant. La cime sud, située en France, se prolonge au sud-ouest par le gendarme de l'Angel (2 789 m). D'un point de vue géologique, le caïre de l'Agnel est constitué d'anatexites (également appelée localement migmatites de Fenestre).

## Histoire
La première ascension documentée a été effectuée par L. Maubert, en juillet 1891, mais l'itinéraire suivi demeure inconnu. La première ascension hivernale documentée, par le versant sud-est, a été effectuée par Victor de Cessole, C.-F. Ingigliardi, H. Bernart et C. Corniglion, le 7 février 1924.

## Accès
L'itinéraire de la voie normale démarre du refuge de la Cougourde. Il remonte jusqu'au lac de l'Agnel, rejoint le large couloir issu de l'arête est du caïre. Il chemine ensuite de manières complexe sur le versant sud-est jusqu'au sommet.

### Cartographie
- Carte 3741OT au 1/25 000 de l'IGN : « Vallée de la Vésubie - Parc national du Mercantour »